# Ulrich II. (Württemberg)
Ulrich II. (* um 1254; † 18. September 1279) war von 1265 bis 1279 Graf von Württemberg.

## Leben
Ulrich kam als erster Sohn von Ulrich I. und Mechthild von Baden († vermutl. 1258) zur Welt. Beim frühen Tod seines Vaters und seiner Stiefmutter Agnes von Schlesien-Liegnitz im Frühjahr 1265 war Ulrich erst etwa elf Jahre alt und dürfte deshalb vorläufig unter der Vormundschaft von Graf Hartmann II. von Grüningen, einem Vetter oder Bruder seines Vaters, gestanden haben. In Urkunden kommt Ulrich ab 1269 selbständig vor, als er eine Urkunde der Grafen von Grüningen und von Löwenstein bezeugte. Im Gegensatz zu seinem Vormund († 1274) und dessen Sohn Hartmann III. von Grüningen ging er nicht auf Konfrontationskurs gegen die Revindikationspolitik König Rudolfs von Habsburg. Im November 1277 urkundete er erstmals gemeinsam mit seinem zwölfjährigen Halbbruder und Nachfolger Eberhard I., „der Erlauchte“.
Ulrich hatte keine Nachkommen. Ob er verheiratet war, ist nicht überliefert. Ulrichs Leichnam wurde 1279 wie seine Eltern in der ersten Grablege des Hauses Württemberg in der Beutelsbacher Stiftskirche beigesetzt. Nach deren Zerstörung ließ Eberhard I. die Gebeine um 1320 in die Stiftskirche Stuttgart überführen.